# Gérard Touzeau
 (15 décembre 2022).
Gérard Touzeau, né à Saint-Jean-d’Angély le 3 novembre 1957, est un ingénieur écrivant sur des sujets d'histoire médiévale et contributeur régulier des Cahiers Lautréamont.

## Biographie
Conciliant sa passion pour l’histoire médiévale et ses activités professionnelles (il est ingénieur en génie civil et a enseigné à l'École nationale des ponts et chaussées), il se spécialise à partir de 2000 dans l’étude du Grand Schisme d’Occident et de sa prolongation en Rouergue.
En 2009, il publie Benoît XIII, le trésor du pape catalan, un essai historique dans lequel il présente sous une perspective nouvelle le combat mené par le pape d’Avignon Benoît XIII (Pedro de Luna) pour faire reconnaître sa légitimité face à ses rivaux de Rome et de Pise. Il traite ensuite de la survivance d’une lignée pontificale dans la région de Rodez et dans la vallée du Viaur, où les partisans de Benoît XIII, traqués par l’Inquisition, s’étaient réfugiés. Apportant de nombreuses informations inédites, puisées dans les sources ayant échappé aux destructions, il révèle en particulier l’existence de Benoît XV, le second « pape du Viaur ».
En 2012, il donne la première édition critique du Manifeste que Jean Carrier, dernier cardinal de Benoît XIII, adressa en 1429 au comte Jean IV d’Armagnac. Cette chronique très documentée du Grand Schisme est la seule source d’informations sur les événements survenus à Peníscola après la mort de Benoît XIII. C’est en outre par ce texte que Jean Carrier annonça l’élection de Benoît XIV, le premier successeur rouergat de Benoît XIII.
Depuis 2016, il se consacre également à l'œuvre et à la biographie d'Isidore Ducasse (Lautréamont). Il a notamment identifié Louis-Robert d'Hurcourt, l'un des dédicataires des Poésies d'Isidore Ducasse, et est l'auteur de nombreuses contributions dans les Cahiers Lautréamont (Éditions Classiques Garnier).

## Publications

### Œuvres sur le Grand Schisme d'Occident
- Benoît XIII, le trésor du pape catalan, Mare Nostrum, 2010  (ISBN 978-2-908476-86-6) ; traduit en espagnol par Lucienne Vialaret sous le titre El tesoro del Papa Luna, Bookelis, 2016  (ISBN 979-10-227-4135-4).
- Miseratione Divina – Le Manifeste de Jean Carrier, Éditions Artège, 2012, préface de Jérôme Vialaret  (ISBN 978-2-36040-076-8).
- « Benoît XIII - Un pape dans la tourmente du schisme », Histoire et Images Médiévales thématique n° 31, nov. 2012, p. 71-83.

### Articles consacrés à Lautréamont (Isidore Ducasse)
- « Louis d'Hurcourt, dédicataire des Poésies d'Isidore Ducasse », Histoires Littéraires, vol. XVII, n° 67, juillet-août-septembre 2016, p. 140-151 ; texte abrégé dans Cahiers Lautréamont, avril 2016 (https://cahierslautreamont.wordpress.com/2016/04/05/louis-dhurcourt-dedicataire-des-poesies-disidore-ducasse-1/ [archive]).
- « Antoine Milleret, le témoin retrouvé », Cahiers Lautréamont numériques, 2017 (https://cahierslautreamont.wordpress.com/2017/12/22/antoine-milleret-le-temoin-retrouve/).
- « Les éditions des Chants de Maldoror », postface au roman de François Darnaudet, J'aurai la peau de Lautréamont, numérique Kindle, 2017.
- « Trois nouvelles lectures d'Isidore Ducasse », Cahiers Lautréamont n° 2, Éditions Classiques Garnier, 2020, p. 51-54.
- « Sur la piste de Pedrito », Cahiers Lautréamont n° 2, Éditions Classiques Garnier, 2020, p. 159-165.
- « Une évocation de Lautréamont dans un débat sur la peine de mort », Cahiers Lautréamont numériques, 2020 (https://cahierslautreamont.wordpress.com/2020/12/10/une-evocation-de-lautreamont-dans-un-debat-sur-la-peine-de-mort/).
- « François Dupuis, l'hôtelier suisse d'Isidore Ducasse », Cahiers Lautréamont n° 3, Éditions Classiques Garnier, 2021, p. 113-124.
- « J. Bleumstein, l’Argentin de Neuilly-sur-Seine », Cahiers Lautréamont n° 4, Éditions Classiques Garnier, 2022, p. 81-93.
- « La dédicace de Ducasse. Hommages ou provocations ? », Cahiers Lautréamont n° 5, Éditions Classiques Garnier, 2023, p. 67-79.
- « Un jeune voisin nommé Durand », Cahiers Lautréamont n° 5, Éditions Classiques Garnier, 2023, p. 183-190.